# 론만

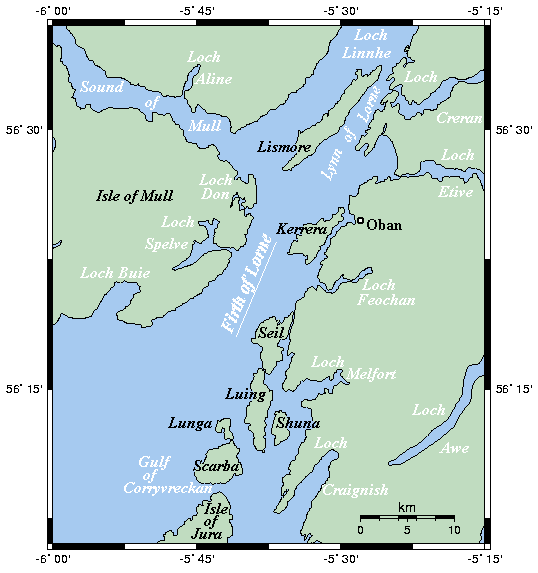
론만 안쪽과 그 밖의 주변 수로의 지도.

론만(Firth of Lorn, Lorne, 스코틀랜드 게일어: An Linne Latharnach)은 현재는 구식인 지리학적 지역인 론 연안에서 떨어져있는 만이다. 스코틀랜드의 만은 긴 어귀이며 피오르와 비슷하거나 동일하다. '론'이라는 이름은 스코틀랜드의 원사시대에서 비롯된 것이다. 19세기 지질학적 참고문헌에 따르면 론만을 아갈셔(Argyllshire)의 한 구역으로 정의하고 있다.
론은 스코틀랜드의 서쪽 연안에 위치하며 린헤 호수(Loch Linnhe)의 동쪽 연안과 론만이 걸쳐있다.

## 기후
론섬 주위의 조석으로 인해 로라 폭포, 소용돌이, 그리고 코리브리컨만의 정상파 등 수많은 현상이 발생한다.